# Low fantasy
Il low fantasy è un genere della narrativa fantasy in cui eventi magici si verificano in un mondo altrimenti normale. Contrasta quindi con il genere high fantasy che tratta di storie ambientate in un mondo fittizio con proprie regole e leggi fisiche.

## Caratteristiche del Low fantasy
Sebbene sia un termine molto vago, caratteristiche che possono sminuire gli aspetti epici o drammatici, comprende la non enfatizzazione magica, l'ambientazione del mondo reale, favorendo il realismo, una narrazione cinica e il dark fantasy. L'esempio archetipo di low fantasy è una storia che si svolge in un'ambientazione quasi-storica in cui i protagonisti non hanno una chiara iniziativa morale e potrebbero essere ossessionati o guidati da un oscuro passato o da un difetto del carattere, e dove gli elementi convenzionali del fantasy come ad esempio la magia, gli elfi, o i nani sono scarsi o assenti.
Ci sono molte discussioni su ciò che costituisce la linea di demarcazione tra low e high fantasy, ma invariabilmente nell'high fantasy vi è una dicotomia morale di bene altruistico e male non redimibile, e nel low fantasy ci sono molte sfumature di grigio, dove il "protagonista" è spesso un antieroe. Per esempio, elfi immorali o nani mercenari potrebbero comunemente apparire in un racconto di low fantasy, ma raramente nell'high fantasy.
Il Signore degli Anelli è considerato la quintessenza del racconto di high fantasy che tutti gli altri emulatori o studiosi evitano, e così elfi e nani e una comunanza di magia sono considerate le caratteristiche dell'high fantasy, ma in verità è la netta separazione del bene e del male che lo blocca nel regno dell'high fantasy. Shadowrun, e il suo predecessore Shadowbane, sono entrambi esempi di fantasy che comprende elfi e nani, in un'ambientazione senza una chiara dicotomia tra bene e male. Tipico esponente del low fantasy è H.P. Lovecraft, mentre a metà tra high e low (almeno per l'ambientazione, situata in un luogo magico ma appartenente geograficamente al nostro mondo) si trova ad esempio J. K. Rowling.
Molti dei giochi di ruolo della White Wolf, Inc. andrebbero anche considerati low fantasy. Inoltre, Guerre stellari manca delle tipiche razze dell'high fantasy ed ha un'ambientazione fantascientifica, ma mantiene ancora il tema dell'high fantasy dello scontro bene-male. Il genere Sword and Sorcery è lo stile di scrittura fantasy maggiormente associato al low fantasy.
Alcuni dei significati che gli sono stati assegnati sono:
- Fantasy con un grado di magia e sovrannaturale relativamente basso
- Fantasy ambientata nel nostro mondo con elementi fantastici, come la magia e mostri -- fantasy contemporaneo o fantasy storico. Anche se al limite tra 'high' e 'low' fantasy, per esempio, la serie di Harry Potter è ambientata nel nostro mondo contemporaneo, ma narra di una comunità di praticanti di magia, volutamente segreta ai più.
- Fantasy senza un approccio mondiale, priva per esempio di un male assoluto
- Fantasy i cui protagonisti sono persone ordinarie, al massimo eroiche nell'atteggiamento
- Fantasy che si occupa della vita di ogni giorno, invece che di una cerchia che abbia vitale influenza sul mondo
- Fantasy scritta in maniera semplice invece che con prosa raffinata. La diminuzione dell'influenza stilistica di Tolkien e di Lord Dunsany ha reso questa definizione sempre meno utile.
- Sword and sorcery che può essere considerato low fantasy per molte delle definizioni elencate sopra, anche se questa teoria non è stata ancora confermata.

La letteratura fantasy si divide nei due generi, high fantasy e low fantasy, la low fantasy stessa si è differenziata in ulteriori sottogeneri nel ventesimo secolo: 
- Dark fantasy
- Urban fantasy
- fantasy umoristico
- Paranormal Romance
- Superhero Fiction
- Realismo magico
- Fantasy contemporaneo

## Giochi di ruolo
Pur essendo più popolari le ambientazioni High fantasy  esistono diverse ambientazioni low fantasy, per esempio Hârn, Seventh Sea, Warhammer Fantasy Roleplay e i prodotti di diversi editori che si appoggiano al d20 System. Il low fantasy è poco presente nei videogiochi: tra le eccezioni si ricordano Gothic, Darklands, Undertale, Deltarune, Shadow Hearts e in parte la serie di Dragon Age.